# Halász János (politikus)
Halász János (Cibakháza, 1963. május 11. –) magyar politikus,  2010–2013 között az Emberi Erőforrások Minisztériumának parlamenti államtitkára, 2013-tól kulturális államtitkár.

## Életrajza
1987-ben Debrecenben, a Kossuth Lajos Tudományegyetemen matematikus szakon, 1996-ban művelődési és felnőttképzési menedzser szakon szerzett diplomát. 1987-től 1990-ig a debreceni Mezon Ifjúsági Irodában dolgozott, ezután 1993-ig az Újkerti Közösségi Ház munkatársa, igazgatója, majd tíz éven át a Derecskei Városi Jóléti Szolgálat Alapítvány igazgatója.
Alapító elnöke Debrecen első közösségi rádiójának, a Szóla Rádiónak.

### Politikusi pályafutása
1995-ben egy időközi választáson választották meg önkormányzati képviselőnek Debrecenben az SZDSZ jelöltjeként. Debrecen kulturális ügyekkel foglalkozó alpolgármestere volt.
1998 óta országgyűlési képviselő, Hajdú-Bihar megyei 2-es számú választókerület (Debrecen egy része) képviselője, ahol 2002-ben, 2006-ban és 2010-ben is újraválasztották, a két utóbbi alkalommal a választás első fordulójában. 1998 és 2000 között a Fidesz-frakció Etikai Bizottságának elnöke. 1998 és 2001 között a Társadalmi Szervezetek Bizottságának alelnöke volt, egyúttal elnöke a társadalmi szervezetek támogatásával és a számukra az állami vagyonból ingatlanokat juttató albizottságoknak. Emellett 2000–2001-ben a Fidesz-frakció helyettes vezetője és szóvivője volt.
2002 januárjától, az első Orbán-kormány megbízatásának utolsó hónapjaiban a Rockenbauer Zoltán vezette Nemzeti Kulturális Örökség Minisztériumának politikai államtitkára volt.
A 2002-es választás után először ismét a Társadalmi Szervezetek Bizottsága, majd ugyanazon év végétől 2010-ig a Kulturális és Sajtóbizottság alelnöke, ismét frakcióvezető-helyettes és frakciószóvivő.
Parlamenti feladatai mellett 2006-tól 2010-ig Debrecen alpolgármestere is volt.
A Fidesz 2010. évi országgyűlési választáson aratott győzelmét követően megalakult második Orbán-kormányban a Nemzeti Erőforrás Minisztérium parlamenti államtitkára lett.
2025. május 13-án 23:38 perckor elektronikus formában benyújtotta az Országgyűlés elnökének, Kövér Lászlónak címezve „A közélet átláthatóságáról” nevet viselő, komoly társadalmi felháborodást eredményező törvényjavaslatot, amely a 2023 decemberében alapított Szuverenitásvédelmi Hivatal által – javarészt bizonyítékokat nélkülöző, koholt vádak és rágalmak alapján – összeállított listákban szereplők ellen hozott szankciók végrehajtásához érdemi jogalapot ad.

## Díjai
- Kisújszállás díszpolgára (2013)[5]